# کائوری میزوهاشی
کائوری میزوهاشی (انگلیسی: Kaori Mizuhashi; ۲۸ اوت ۱۹۷۴ – ) صداپیشه، و بازیگر اهل ژاپن بود. وی از سال ۱۹۹۶ میلادی تاکنون مشغول فعالیت بوده‌است.